# Смаровоз Володимир Іванович

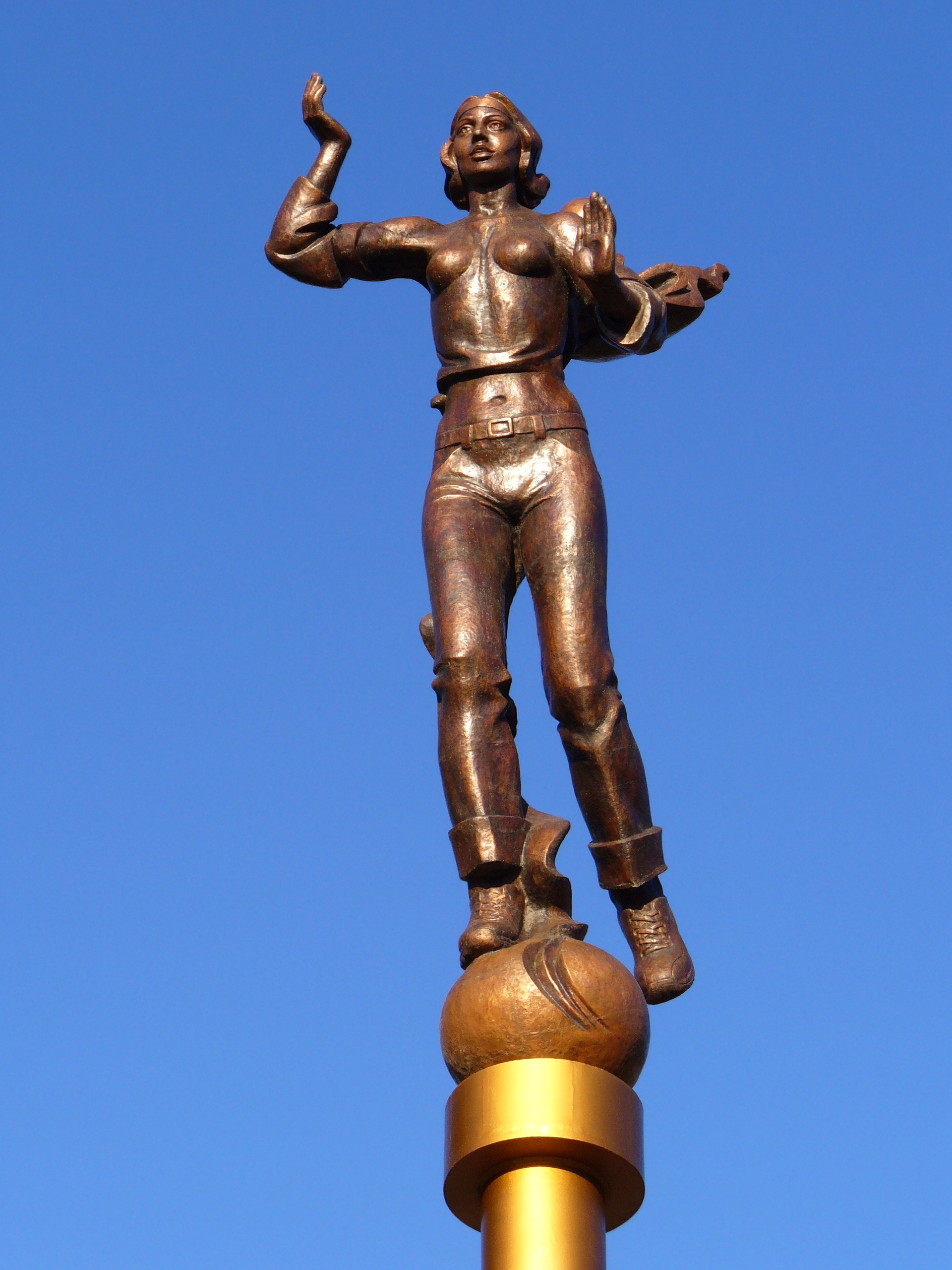
Пам'ятник Українській пісні у м. Вінниці. Скульптор Володимир Смаровоз

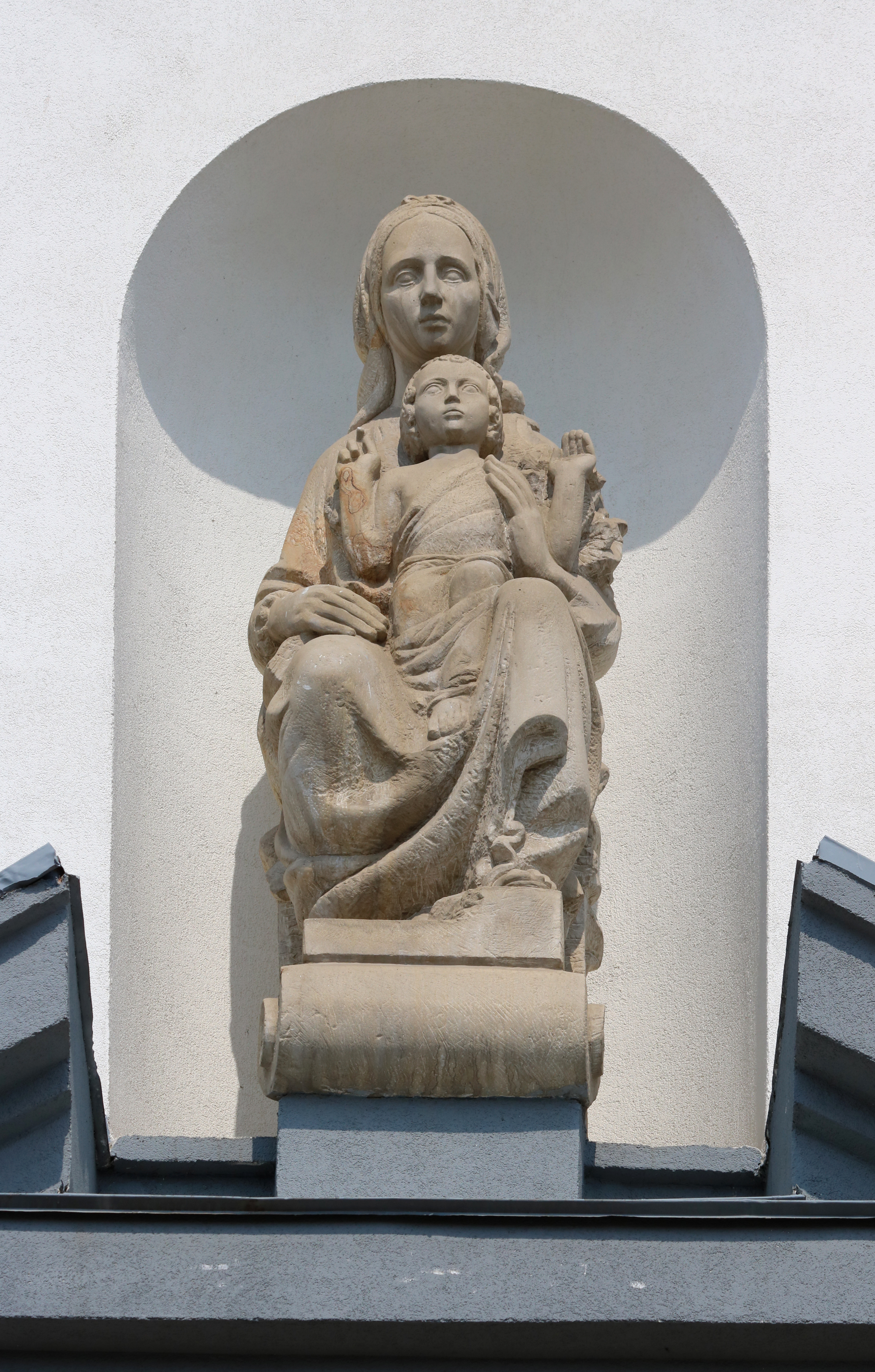
Композиція «Мадонна» у м. Вінниці. Скульптор Володимир Смаровоз

Володи́мир Іва́нович Смарово́з (* 4 квітня 1939, Женишківці — † 3 вересня 2008) — український скульптор, працював в царині станкової та монументальної скульптури. З 1969 — член НСХУ, 2002 — заслужений художник України.

## Життєпис
В 1956—1957 роках працював машиністом шахтового електровоза на Донеччині.
1960 року поступив в Кишинівське республіканське художнє училище ім. І. Рєпіна, закінчив 1965-го, навчався у К. Кобізєвої і Н. Марченко-Епель. В училищі його талант помітила Кобізєва Клавдія Семенівна.
Їздив з Аделаїдою Пологовою до народної майстрині в мистецьку експедицію у Гриньово Архангельської області, співпраця з нею наклала відбиток на його творчість.
В 1985-1987 проходив пленери в Переяславлі-Заліському. В його доробку понад 60 творів монументальної та садово-паркової, та 300 станкової скульптури.
Його роботи:
- Пам'ятник 103 воїнам — односельчанам, загиблим на фронтах, Конищів, 1969,
- братська могила 154 радянських воїнів, загиблих при звільненні селища, смт Вапнярка, 1976,
- пам'ятник 251 воїнам — односельчанам, загиблим на фронтах, Дяківці, 1976,
- бюст-пам'ятник Лялі Ратушній, Вінниця, 1980,
- 1983 — «Марія»,
- 1987 — «Письменник М. Пришвін»,
- пам'ятник Т. Г. Шевченку в селищі Криве Озеро, 1988,
- 1989 — «Гуцул Ілько Гриджук»,
- пам'ятник загиблим воїнам, Клембівка, 1993,
- композиція «Мадонна» храму Матері Божої Ангельської, Вінниця, 1994,
- пам'ятник загиблим воїнам, Деребчин, 1998,
- пам'ятник Січовим Стрільцям, 1999, Вінниця,
- загиблим міліціонерам, Вінниця, 1999,
- 2001 — «Арія»,
- 2002 — «Амазонки»
- бюст-пам'ятник Михайлу-Коцюбинському, Вінниця, 2003,
- композиція «Пісня», Вінниця, 2005,
- «І буде син, і буде мати…», Канів, 2007,
- «Прокляття ворогам та зрадникам!», Седнів, 2008,
- меморіальна дошка М. Коцюбинського на фасаді Вінницького торговельно-економічного університету, 2008 (остання робота).

З 1967 року бере участь в обласних, республіканських та всесоюзних виставках, в галереї «Агора Галерея» у Нью-Йорку (1994).
Учасник та організатор — спільно з Вінницьким краєзнавчим музеєм — історико-мистецьких проектів «Січові стрільці» та «Шляхами соборності України від Козаччини до Помаранчевої революції».
2001 року з його ініціативи у Вінниці виникає творче об'єднання «Серпень».
У 2007 та 2008 роках брав участь у Всеукраїнських скульптурних симпозіумах, організованих за підтримки Президента України.
2009 року на його вшанування у Вінниці відкрито пам'ятну дошку.
Виховав дочку Лесю.